# U.S. Bank Stadium
Lo U.S. Bank Stadium (noto durante la sua costruzione con i nomi provvisori di New Minnesota Stadium e New Vikings Stadium) è un impianto sportivo polivalente situato a Minneapolis, Minnesota ed attuale casa dei Minnesota Vikings della National Football League.
Esso è il terzo impianto permanente nella storia della franchigia ed è stato edificato sulle ceneri dell'Hubert H. Humphrey Metrodome, una volta che quest'ultimo è stato demolito. La progettazione dell'impianto fu affidata allo studio texano HKS, Inc., già progettista di altri due stadi all'avanguardia nella NFL come l'AT&T Stadium dei Dallas Cowboys e il Lucas Oil Stadium degli Indianapolis Colts. Il costo, inizialmente stimato attorno ai 975 milioni di dollari, in seguito salì sino a 1,061 miliardi di dollari, cifra che attualmente lo pone al quinto posto, dal punto di vista dei costi, nella storia degli impianti della NFL dietro il MetLife Stadium di New York Giants e New York Jets, l'AT&T Stadium, il Levi's Stadium dei San Francisco 49ers e il Mercedes-Benz Stadium degli Atlanta Falcons.
Con la sua copertura trasparente in Etilene Tetrafluoroetilene (ETFE) lo U.S. Bank Stadium è stato inoltre il primo stadio della NFL con una copertura totale fissa ad essere inaugurato da quando, nel 2002, aprì i battenti il Ford Field di Detroit.
L'attuale denominazione dell'impianto risale al 15 giugno 2015, data in cui i Vikings ufficializzarono l'acquisizione da parte di U.S. Bank dei diritti di denominazione dell'impianto, secondo fonti giornalistiche per una cifra pari a 220 milioni di dollari da versare in un arco di tempo di 20 anni.

## Storia

### Premesse

#### La situazione contrattuale del Metrodome
Il contratto tra Vikings e la Minnesota Sports Facilities Authority (MSFA) risalente al 1979 era in procinto di scadere nel 2011 e pertanto si pose il problema del rinnovo di tale contratto. I Vikings però, che al 2005 risultavano 30esimi su 32 tra le squadre della NFL per ricavi ed avevano pertanto ogni interesse ad aumentare i loro introiti, rifiutarono ogni tentativo di ristrutturazione del Metrodome, ed assieme a loro gli altri usufruttuari dell'impianto, in primis i Minnesota Golden Gophers, polisportiva dell'Università del Minnesota. Va detto, inoltre, che già nel 2002 la MSFA aveva avanzato l'idea di un nuovo impianto che potesse essere in coabitazione tra Vikings e Gophers, ma le differenze nel modo in cui lo stadio avrebbe dovuto essere progettato e gestito, nonché vincoli di bilancio dello Stato, portarono al fallimento del piano. Così la MSFA per evitare un possibile spostamento della franchigia in un'altra città (molto quotata era Los Angeles, orfana di una squadra di football dopo le dipartite di Rams e Raiders), alla fine decise di avallare il progetto per la costruzione di un nuovo impianto di sola proprietà dei Vikings (nel 2009, infatti, i Gophers avevano aperto il loro nuovo stadio, il TCF Bank Stadium).

#### Il centro di Minneapolis
Agli interessi della franchigia si unirono poi quelli del suo presidente/azionista di maggioranza Zygi Wilf il quale aveva precedentemente espresso la sua intenzione di voler riqualificare l'area del centro di Minneapolis in cui sorgeva il Metrodome, indipendentemente da dove sarebbe poi sorto il nuovo impianto. Egli, prendendo in esame la crescente massa in transito sulle reti infrastrutturali, gli istituti di cultura e la crescente domanda di residenze e uffici, considerò sottosviluppata l'area orientale del centro (esattamente quella dove si trovava il vecchio stadio), arrivando alla conclusione che l'occasione di riqualificazione poteva essere estremamente remunerativa; cominciò pertanto ad allacciare contatti con le autorità della Città di Minneapolis e con i media, poiché uno studio del 2008 illustrava come il supporto dei media (in questo caso il giornale Star Tribune) contasse molto nell'opera di convincimento dell'opinione pubblica nei confronti dell'iniziativa di costruzione di uno stadio. Come risultato di ciò fu avanzata la proposta di progetto di un impianto che potesse essere il centro nevralgico di una riqualificazione urbana allargata all'area ad esso adiacente.
Nel giugno del 2007 Wilf iniziò l'acquisizione dei terreni nell'area designata: si trattava di 4 blocchi di terreno per lo più vuoto che circondano la sede dello Star Tribune comprati per 45 milioni di dollari dall'Avista Capital Partners, proprietario della private equity del giornale. Nel maggio dello stesso anno i Vikings acquisirono anche 3 parcheggi nel centro per un totale di altri 5 milioni di dollari e fecero un'offerta per una rampa di parcheggi sotterranei, prossimi alla stazione ferroviaria del quartiere, di proprietà della Città di Minneapolis.

### Inaugurazione
Lo stadio è stato inaugurato la sera del 3 agosto 2016 con la partita di calcio tra Milan e Chelsea valida per l'International Champions Cup, terminata 3-1 in favore dei londinesi, mentre la prima partita ufficiale è stato l'incontro del Monday Night tra Minnesota Vikings e Green Bay Packers in calendario il 17 settembre 2016 e terminata 17-14 in favore dei padroni di casa. Per i Vikings ad ogni modo non si trattò del debutto assoluto nel nuovo impianto, in quanto già a cavallo tra agosto e settembre avevano ivi disputato due incontri di pre-stagione contro San Diego Chargers e Los Angeles Rams, ambedue terminati con una vittoria dei Vikings, rispettivamente per 23-10 e 27-25.

## Il progetto
Il 13 maggio la Minnesota Sports Facilities Authority, i Minnesota Vikings ed HKS Sports & Entertainment Group svelarono al pubblico il progetto definitivo per quello che all'epoca venne denominato New Vikings Stadium che fu sottoposto al vaglio della Città di Minneapolis e al Comitato di Implementazione.
Tra le caratteristiche salienti del nuovo stadio spiccavano:
- 1.487.000 metri quadrati circa di area.
- 66.655 posti a sedere, compresi alcuni tra i più vicini al campo di gioco di tutta la NFL, espandibili a 70.000 per il Super Bowl.[20]
- Fino a 125 suites e 7.500 posti "club", compresi anche alcuni a livello del campo da gioco.
- 7 livelli.
- Maxi schermi in formato HD presenti nel lato est e ovest dello stadio e schermi a nastro lungo tutto l'anello dell'impianto.
- Più di 1200 schermi in HD nell'atrio a disposizione dei tifosi in attesa di vedere l'incontro.
- Capacità di ospitare più eventi rispetto qualsiasi altro stadio al mondo, incluse partite di football americano, calcio, baseball e basket NCAA, eventi sportivi delle high school, gare di motocross, concerti e convention.
- Accesso alla città da tutti e 4 i lati dello stadio.

## Eventi ospitati

### Super Bowl
Già nel febbraio del 2013, la dirigenza dei Vikings espresse l'intenzione di riuscire ad ottenere l'investitura per ospitare il Super Bowl LII, in programma nel 2018 (ovvero meno di due anni dopo la prevista inaugurazione dello stadio), mentre fu del giugno dello stesso anno la notizia che la candidatura sarebbe stata estesa anche alle edizioni LIII e LIV qualora la proposta di Minneapolis fosse stata bocciata in fase di assegnazione.
Il 27 gennaio 2014 il governatore del Minnesota Mark Dayton, in una conferenza stampa convocata appositamente per l'occasione, lanciò ufficialmente la candidatura di Minneapolis (e dell'allora New Vikings Stadium) a sede del Super Bowl LII, incaricando inoltre tre personalità del mondo imprenditoriale di Minneapolis e Saint Paul (Doug Baker, presidente e amministratore delegato di Ecolab, Marilyn Carlson Nelson, ex presidente e amministratore delegato di Carlson e Richard Davis, presidente e amministratore di U.S. Bancorp) di guidare un comitato che avrebbe avuto il compito di sostenere concretamente la candidatura della città.
Il 20 maggio 2014, nel meeting annuale dei proprietari delle franchigie National Football League, lo U.S. Bank Stadium venne ufficialmente investito dell'incarico di ospitare il Super Bowl LII, sconfiggendo le candidature di Indianapolis con il Lucas Oil Stadium e, in particolare, di New Orleans con il Mercedes-Benz Superdome. Mai fino a quel momento infatti la metropoli della Louisiana era stata sconfitta per l'assegnazione di un Super Bowl, vincendo 10 ballottaggi su 10 ai quali si era presentata, ragion per cui era data alla vigilia come naturale favorita per un'undicesima affermazione. Questa fu la seconda volta nella storia in cui la città di Minneapolis riuscì ad aggiudicarsi la finalissima del campionato NFL, dopo essere stata sede del Super Bowl XXVI nel 1992.

### Altri eventi
Lo U.S. Bank Stadium è stato inoltre sede delle Final Four del Campionato di pallacanestro NCAA 2019.
 Il 23 Maggio 2024 la WWE ha annunciato che terrà l'edizione 2026 di Summerslam in due serate 1-2 Agosto 2026

## Costruzione

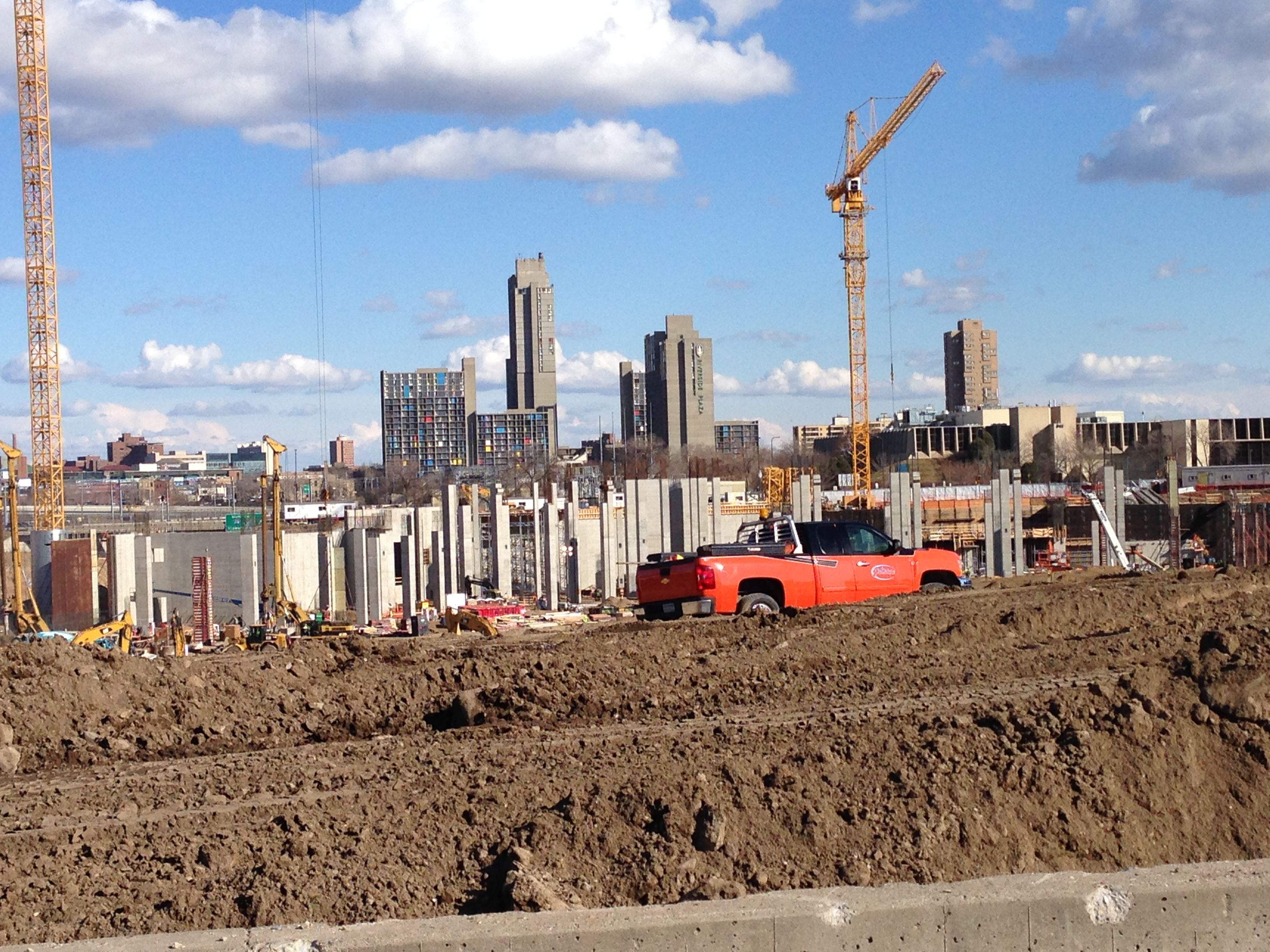
7 aprile 2014: subito dopo la demolizione del Metrodome, scavo e inizio della costruzione.
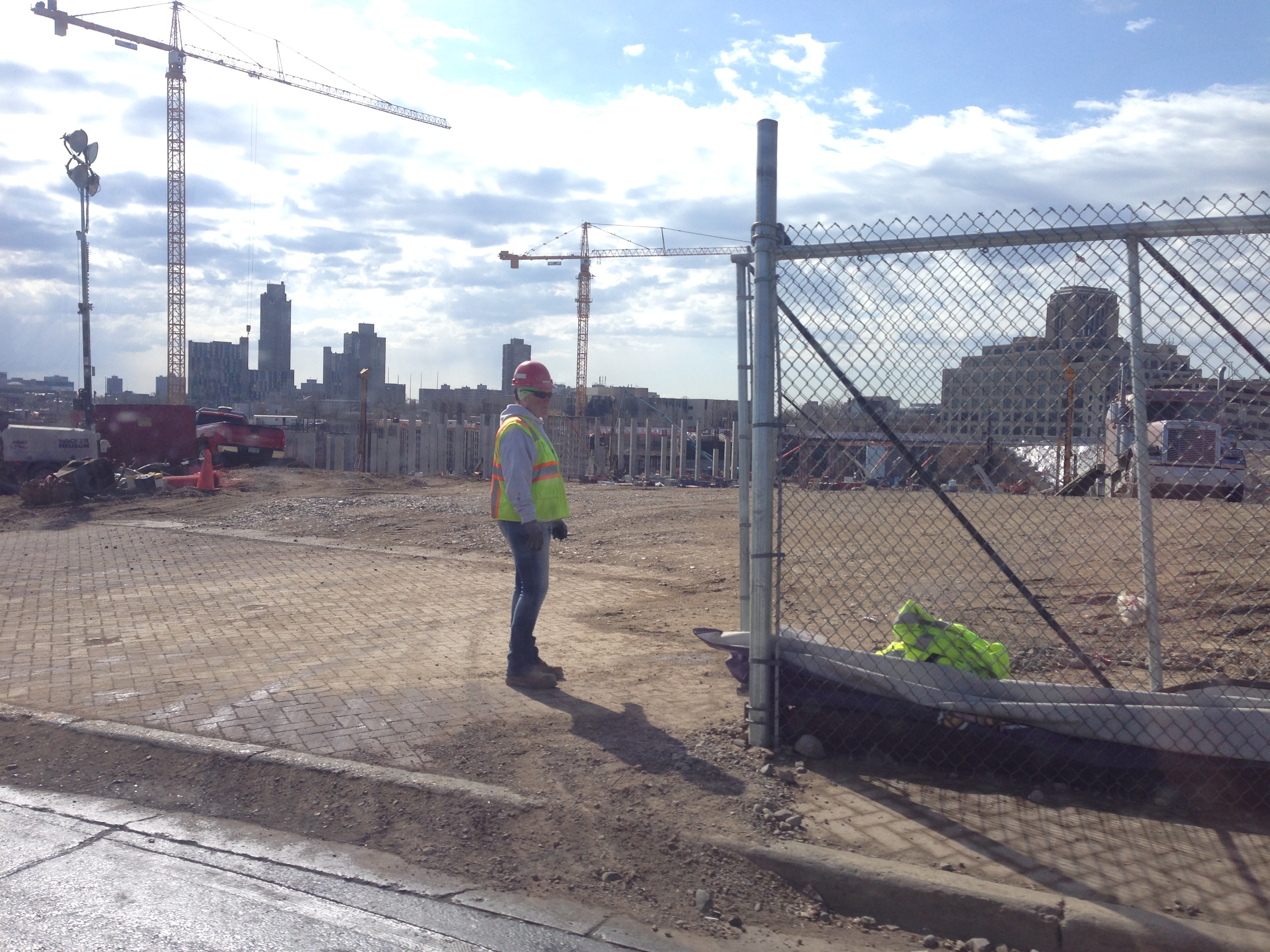
11 aprile 2014: un operaio edile controlla il traffico di accesso nel cantiere.
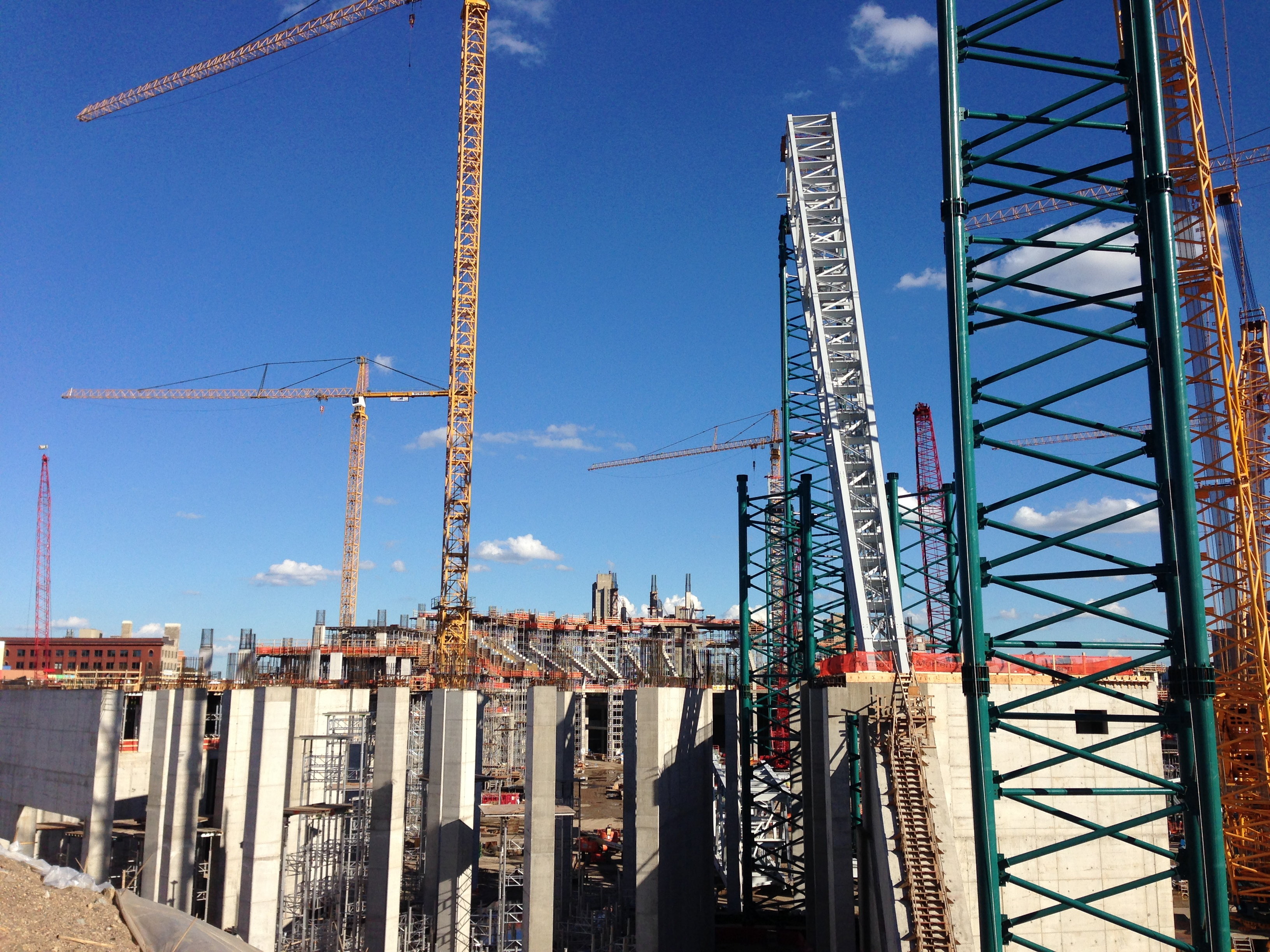
2 settembre 2014: sono gettati i pilastri di fondazione.
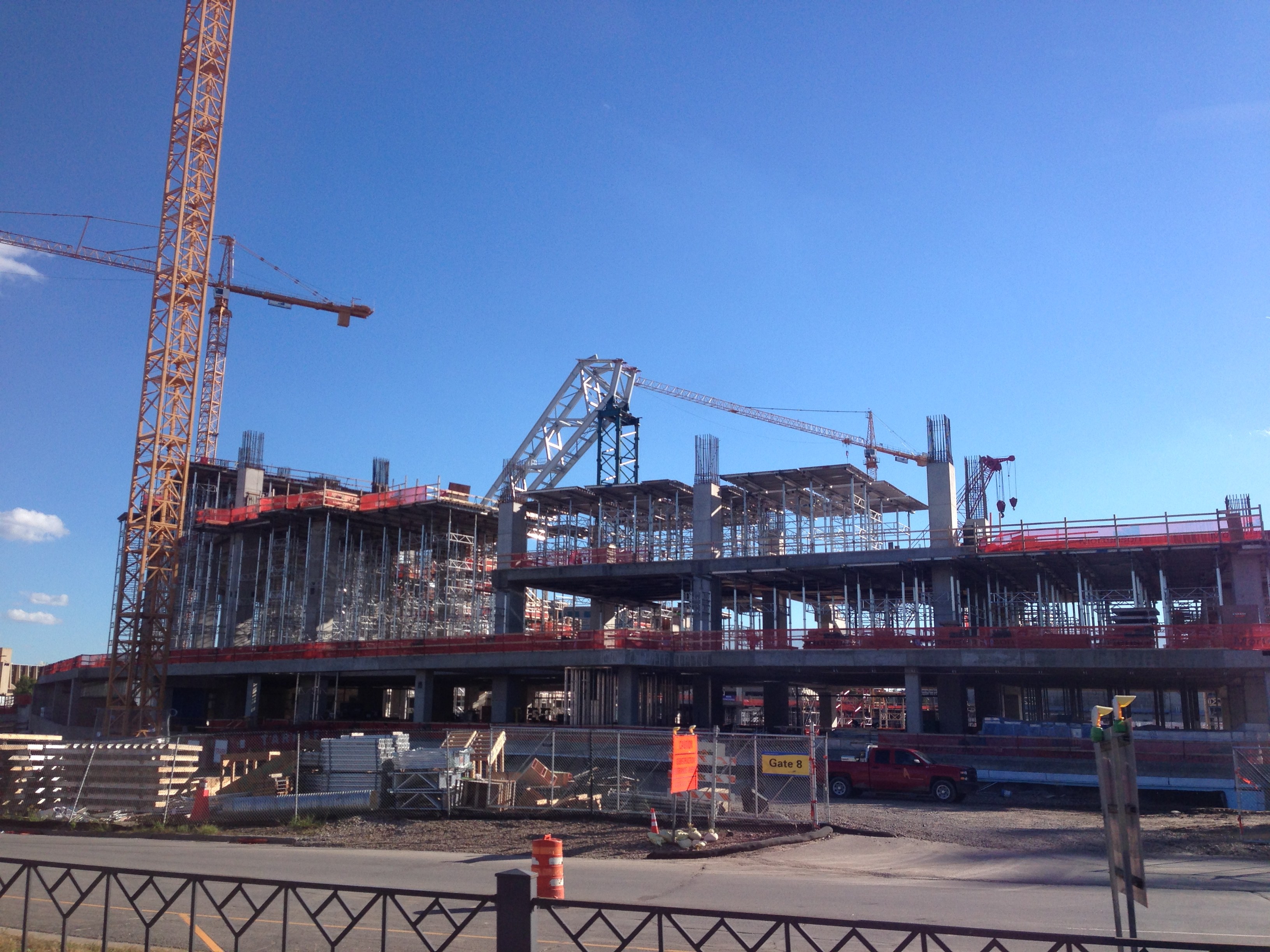
2 settembre 2014: lo stato di avanzamento dei lavori nel lato est dello stadio.
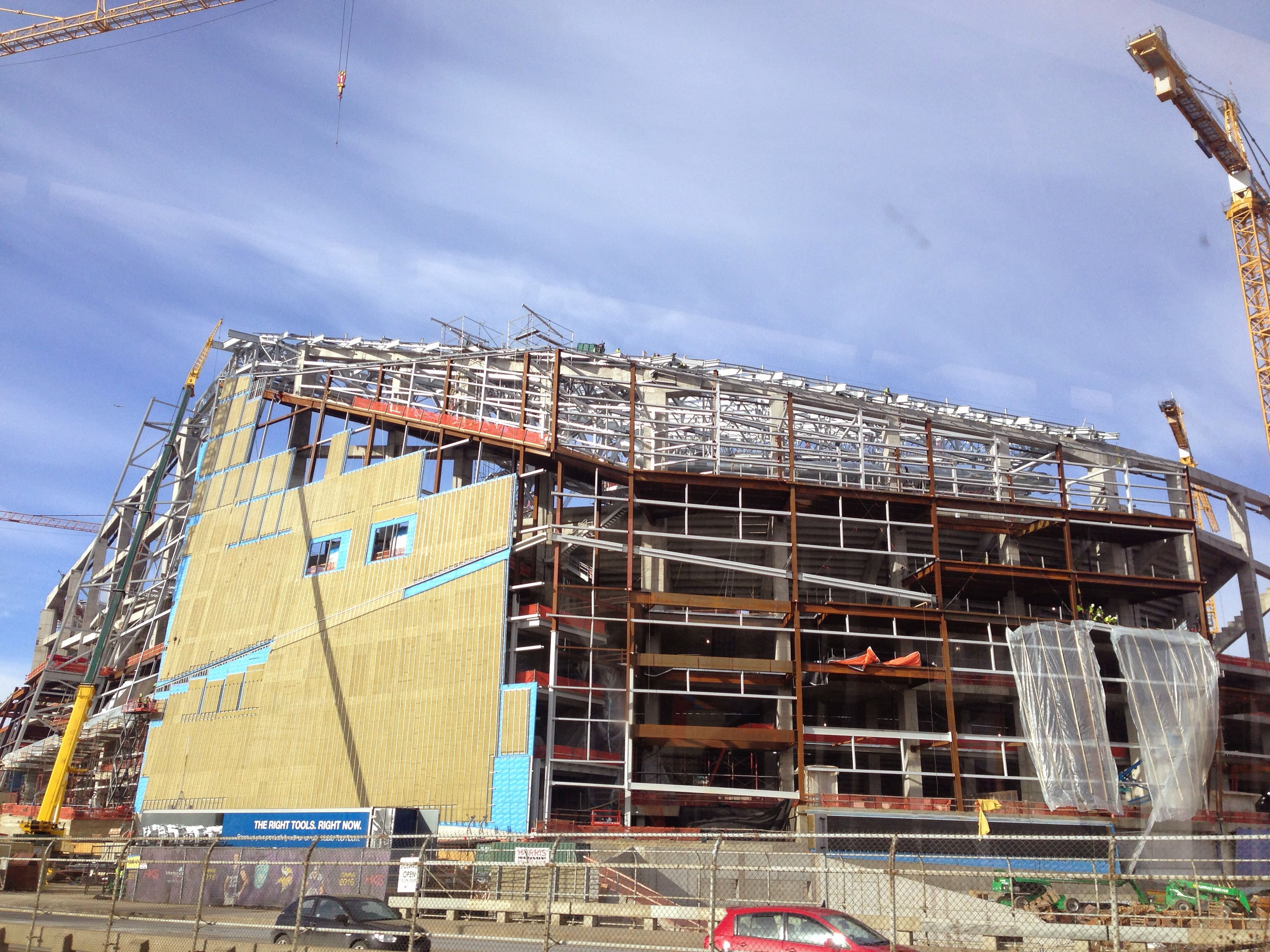
2 febbraio 2015: vengono applicati i primi pannelli termoisolanti nella facciata est dello stadio.
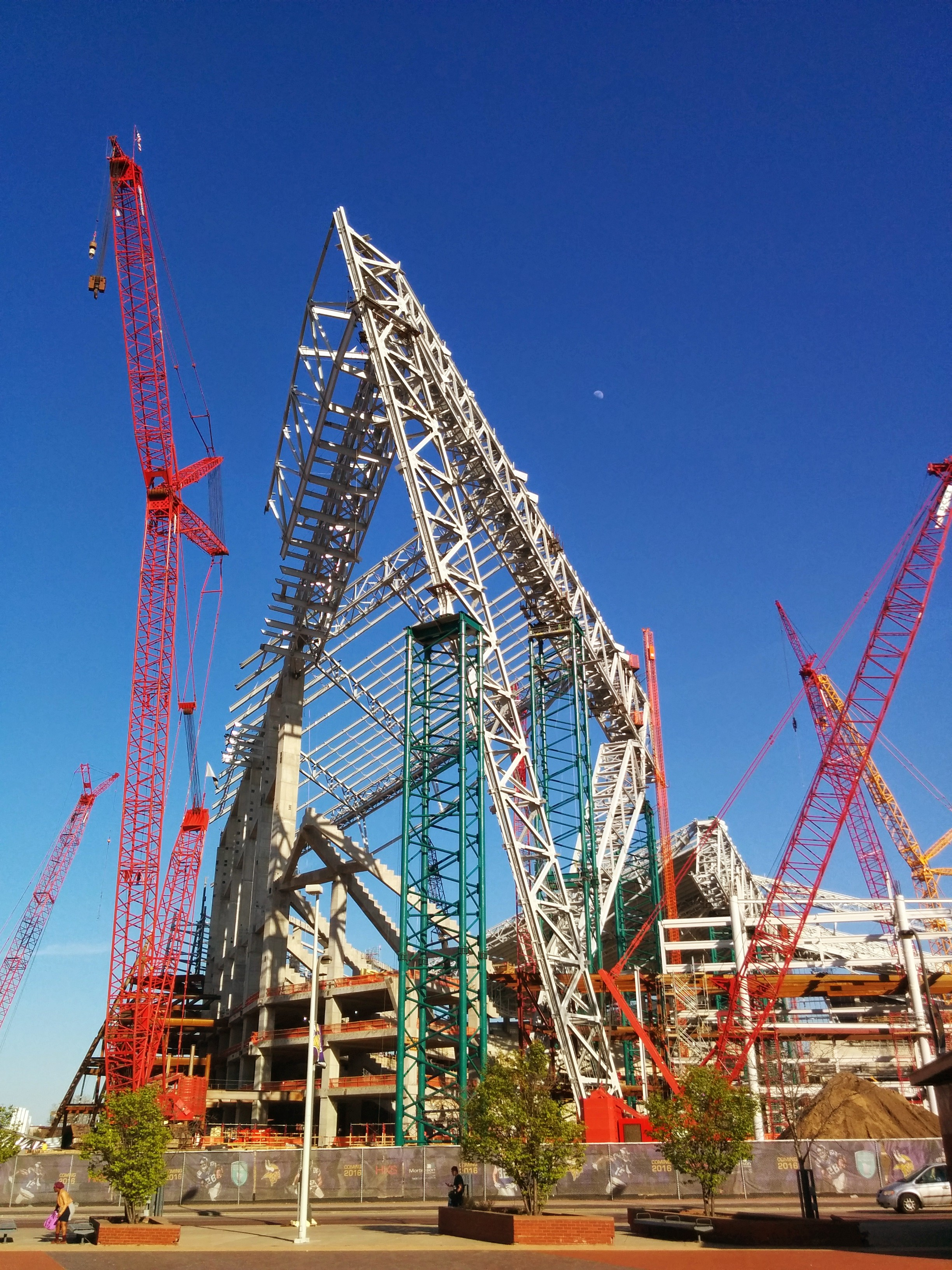
27 aprile 2015: inizia il montaggio delle prime travi reticolari che sorreggono la copertura.
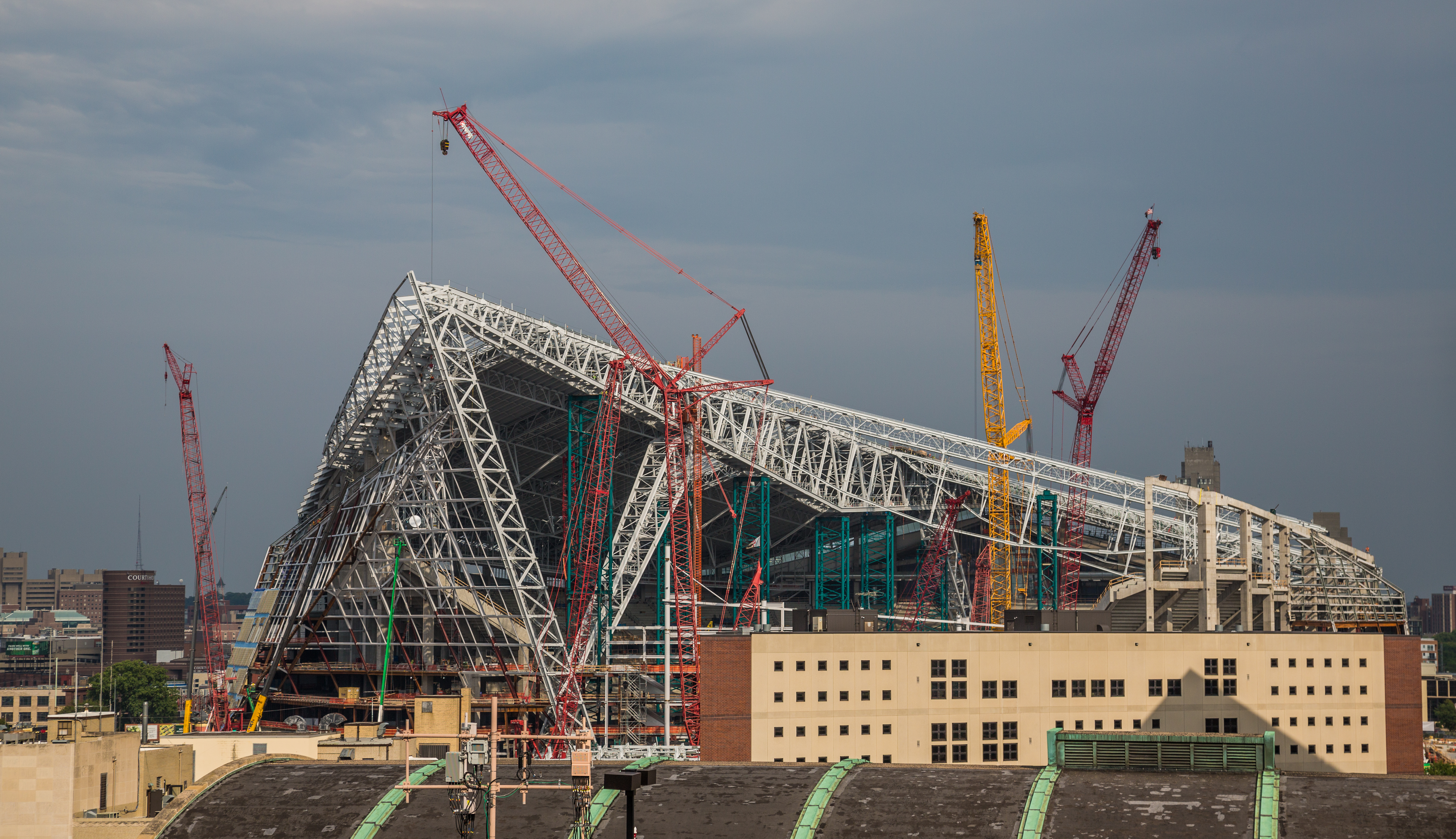
15 luglio 2015: il montaggio delle travi reticolari è oramai quasi ultimato.
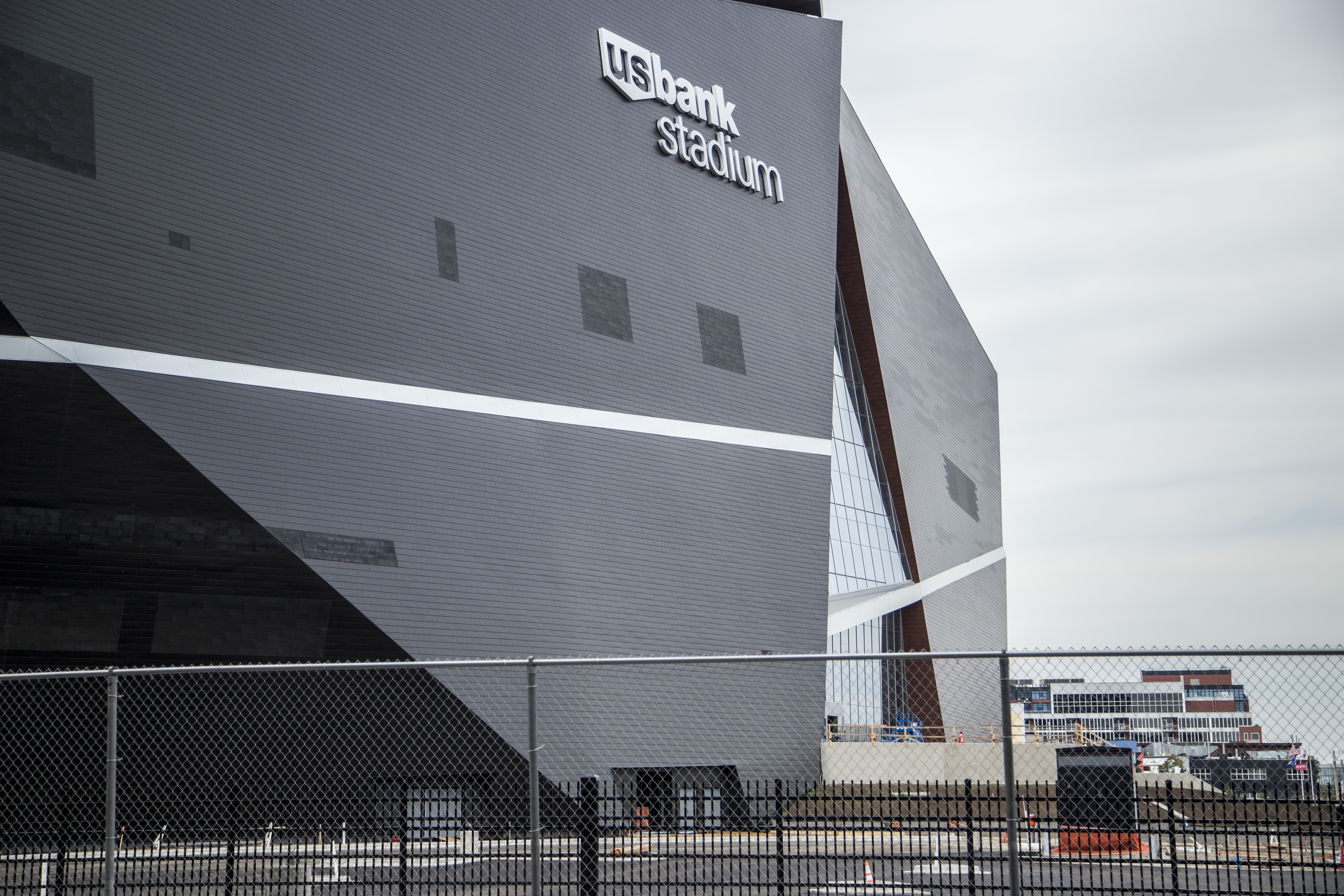
5 settembre 2015: sul lato sud-est compare il logo dello U.S. Bank Stadium
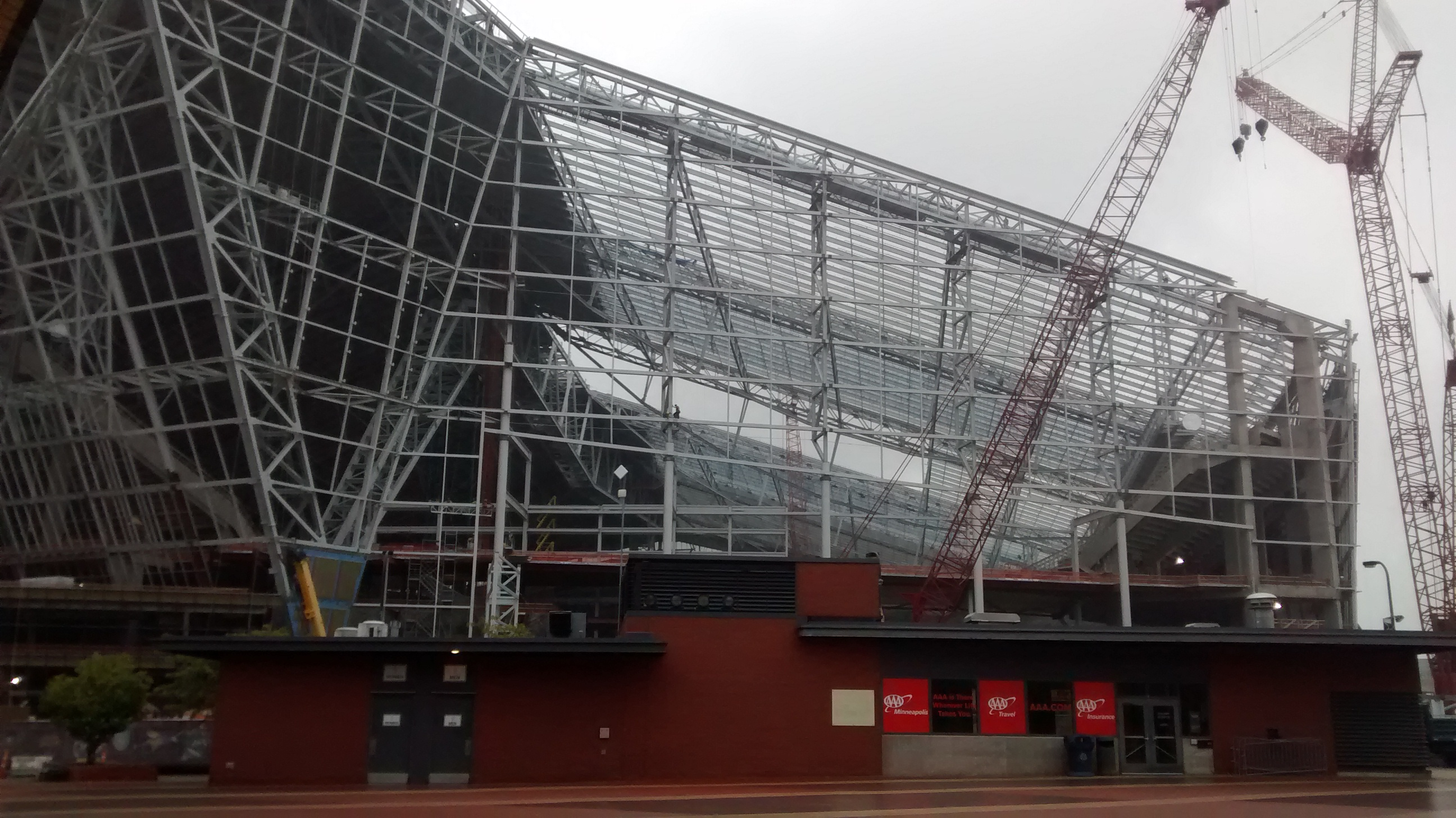
22 settembre 2015: viene completato il montaggio della struttura portante.
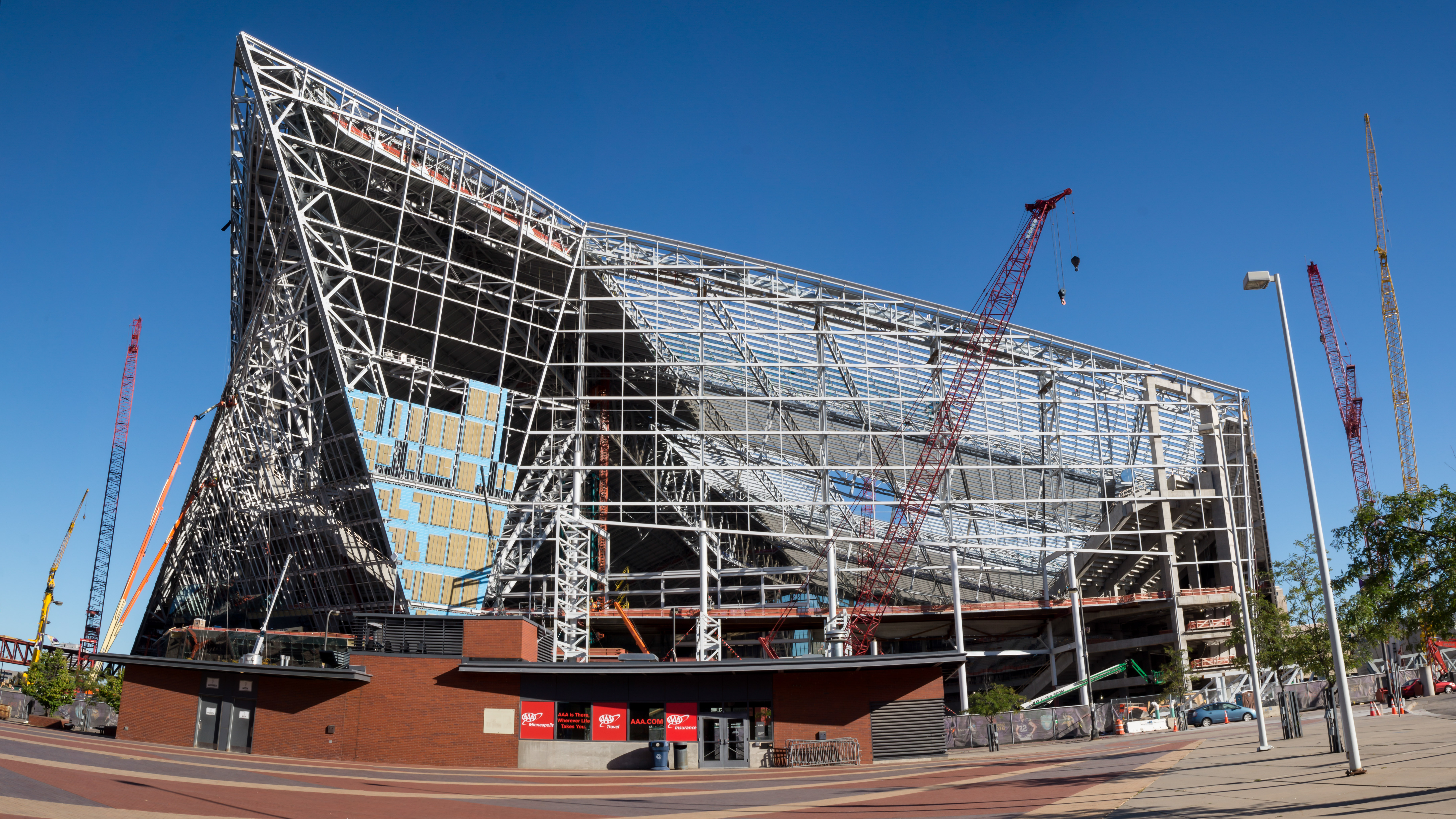
2 ottobre 2015: i primi pannelli termoisolanti cominciano ad essere applicati anche sulla facciata principale dello stadio.
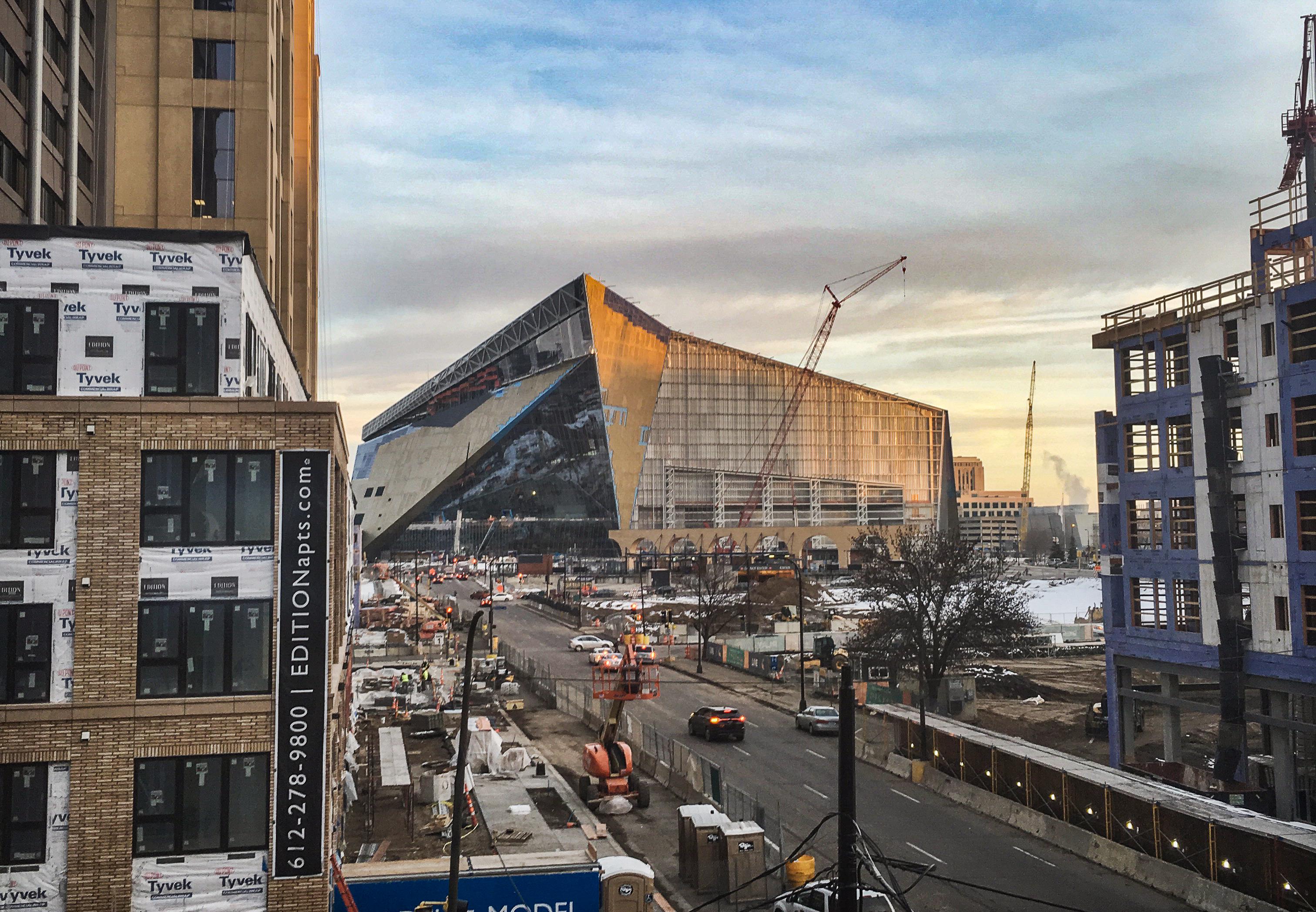
3 dicembre 2015: il montaggio delle vetrate in facciata è oramai in fase avanzata.
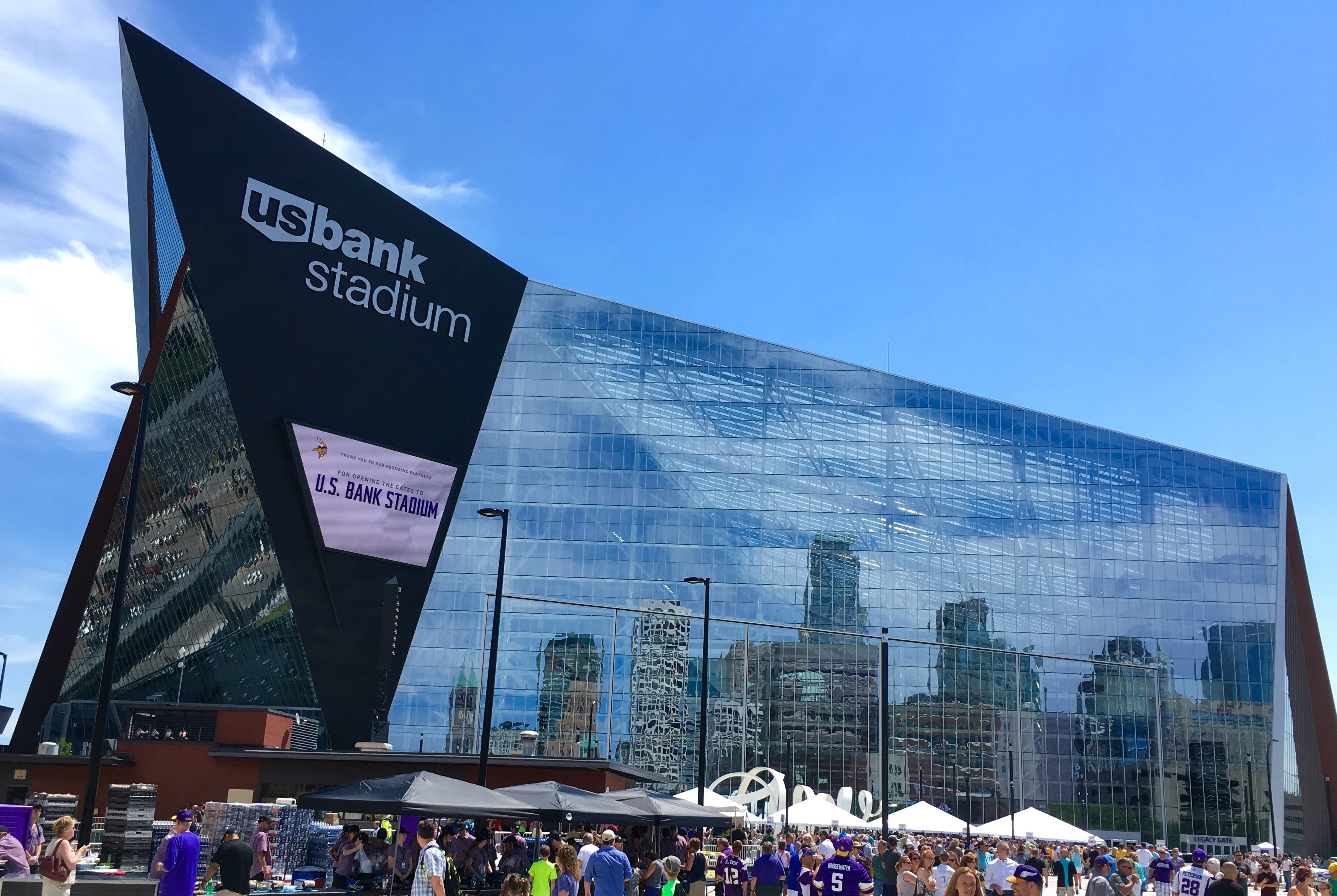
26 luglio 2016: la costruzione è terminata e lo stadio è stato oramai inaugurato da quattro giorni.